# Cabeza la Vaca
Cabeza la Vaca je španělské město situované v provincii Badajoz (autonomní společenství Extremadura).

## Poloha
Obec se nachází na jihu provincie uprostřed malého údolí porostlého duby, olivovníky a kaštany. Obec je vzdálena 110 km od Sevilly a 122 km od města Badajoz. Patří do okresu Tentudía a soudního okresu Fregenal de la Sierra. V obci se nachází barokní kostel zasvěcený Panně z Ángeles.

## Historie
V roce 1834 se obec stává součástí soudního okresu Fregenal de la Sierra. V roce 1842 čítala obec 346 usedlostí a 1320 obyvatel.

## Odkazy

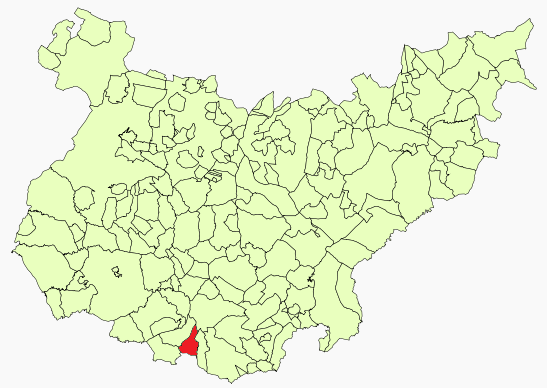
Poloha obce v provincii Badajoz

## Demografie
| Populace obce Cabeza la Vaca z let (1842–2010) | Populace obce Cabeza la Vaca z let (1842–2010) | Populace obce Cabeza la Vaca z let (1842–2010) | Populace obce Cabeza la Vaca z let (1842–2010) | Populace obce Cabeza la Vaca z let (1842–2010) | Populace obce Cabeza la Vaca z let (1842–2010) | Populace obce Cabeza la Vaca z let (1842–2010) | Populace obce Cabeza la Vaca z let (1842–2010) | Populace obce Cabeza la Vaca z let (1842–2010) | Populace obce Cabeza la Vaca z let (1842–2010) | Populace obce Cabeza la Vaca z let (1842–2010) | Populace obce Cabeza la Vaca z let (1842–2010) | Populace obce Cabeza la Vaca z let (1842–2010) | Populace obce Cabeza la Vaca z let (1842–2010) | Populace obce Cabeza la Vaca z let (1842–2010) | Populace obce Cabeza la Vaca z let (1842–2010) | Populace obce Cabeza la Vaca z let (1842–2010) | Populace obce Cabeza la Vaca z let (1842–2010) |
| ---------------------------------------------- | ---------------------------------------------- | ---------------------------------------------- | ---------------------------------------------- | ---------------------------------------------- | ---------------------------------------------- | ---------------------------------------------- | ---------------------------------------------- | ---------------------------------------------- | ---------------------------------------------- | ---------------------------------------------- | ---------------------------------------------- | ---------------------------------------------- | ---------------------------------------------- | ---------------------------------------------- | ---------------------------------------------- | ---------------------------------------------- | ---------------------------------------------- |
| 1842                                           | 1857                                           | 1860                                           | 1877                                           | 1887                                           | 1897                                           | 1900                                           | 1910                                           | 1920                                           | 1930                                           | 1940                                           | 1950                                           | 1960                                           | 1970                                           | 1981                                           | 1991                                           | 2001                                           | 2010                                           |
| 1 320                                          | 2 082                                          | 2 174                                          | 2 591                                          | 2 918                                          | 3 003                                          | 2 943                                          | 3 402                                          | 3 623                                          | 3 531                                          | 3 640                                          | 3 720                                          | 3 559                                          | 2 373                                          | 1 919                                          | 1 740                                          | 1 610                                          | 1 463                                          |